# ポアンカレ賞
ポアンカレ賞（Henri Poincaré Prize）は、アンリ・ポアンカレにちなんで、数理物理学に大きな貢献した学者を称える賞である。 1997年から3年ごとに国際数理物理学協会（International Association of Mathematical Physics）で授与されている。授賞式は世界数理物理学大会（International Congress on Mathematical Physics）の一部として行われる

## 受賞者
| 年      | 世界数理物理学大会の開催地 | 受賞者                   |
| ------- | -------------------------- | ------------------------ |
| 1997年  | オーストラリア ブリスベン  | Rudolf Haag              |
| 1997年  | オーストラリア ブリスベン  | マキシム・コンツェビッチ |
| 1997年  | オーストラリア ブリスベン  | アーサー・ワイトマン     |
| 2000年  | イギリス ロンドン          | Joel Lebowitz            |
| 2000年  | イギリス ロンドン          | Walter Thirring          |
| 2000年  | イギリス ロンドン          | Horng-Tzer Yau (姚鴻澤)  |
| 2003年  | ポルトガル リスボン        | 荒木不二洋               |
| 2003年  | ポルトガル リスボン        | エリオット・H・リーブ    |
| 2003年  | ポルトガル リスボン        | オデッド・シュラム       |
| 2006年  | ブラジル リオデジャネイロ  | Ludvig D. Faddeev        |
| 2006年  | ブラジル リオデジャネイロ  | ダヴィッド・ルエール     |
| 2006年  | ブラジル リオデジャネイロ  | エドワード・ウィッテン   |
| 2009年  | チェコ プラハ              | Jürg Fröhlich            |
| 2009年  | チェコ プラハ              | Robert Seiringer         |
| 2009年  | チェコ プラハ              | ヤコフ・シナイ           |
| 2009年  | チェコ プラハ              | セドリック・ヴィラニ     |
| 2012年  | デンマーク オールボー      | Nalini Anantharaman      |
| 2012年  | デンマーク オールボー      | フリーマン・ダイソン     |
| 2012年  | デンマーク オールボー      | Sylvia Serfaty           |
| 2012年  | デンマーク オールボー      | バリー・サイモン         |
| 2015年  | チリ サンティアゴ          | Alexei Borodin           |
| 2015年  | チリ サンティアゴ          | Thomas Spencer           |
| 2015年  | チリ サンティアゴ          | Herbert Spohn            |
| 2018年  | カナダ モントリオール      | Percy Deift              |
| 2018年  | カナダ モントリオール      | Giovanni Gallavotti      |
| 2018年  | カナダ モントリオール      | Michael Aizenman         |
| 2021年  | スイス ジュネーヴ          | Rodney Baxter            |
| 2021年  | スイス ジュネーヴ          | Demetrios Christodoulou  |
| 2021年  | スイス ジュネーヴ          | 緒方芳子                 |
| 2021年  | スイス ジュネーヴ          | Jan Philip Solovej       |
| 202４年 | フランス ストラスブール    | David Brydges            |
| 202４年 | フランス ストラスブール    | アレクセイ・キタエフ     |
| 202４年 | フランス ストラスブール    | Antti Kupiainen          |
| 202４年 | フランス ストラスブール    | Scott Sheffield          |